# Kornhaus (Einbeck)

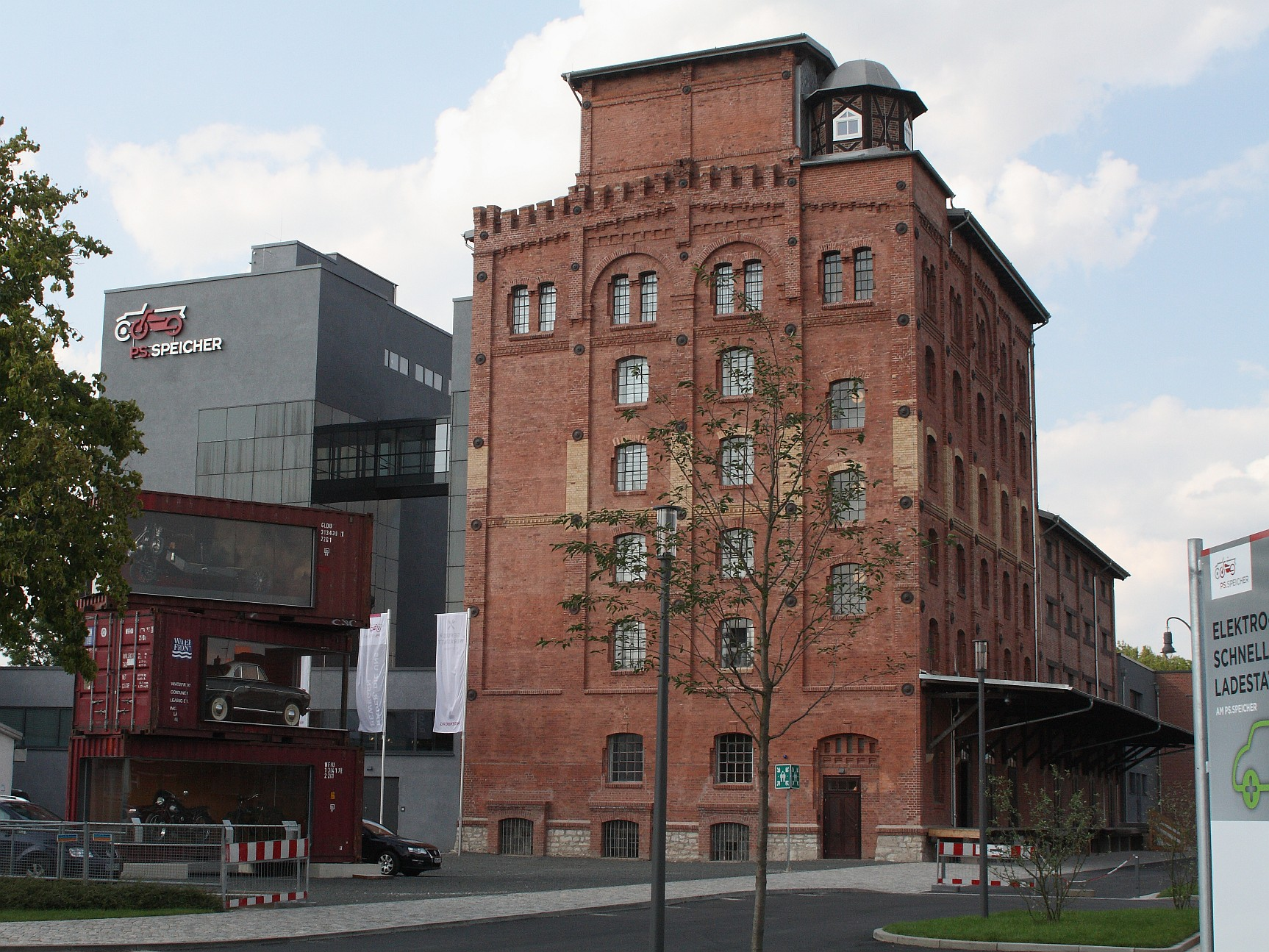
Das Einbecker Kornhaus nach der Sanierung (2014)

Das Kornhaus im niedersächsischen Einbeck ist ein 1898 errichtetes, sechsstöckiges Speichergebäude, das heute unter Denkmalschutz steht und seit 2014 als Teil des Verkehrsmuseums PS-Speicher genutzt wird.

## Baugeschichte
Seit mehreren Jahrhunderten war Einbeck wegen des hier ansässigen Gewerbe des Bierbrauens der zentrale Umschlagplatz für Getreide in der vormals braunschweigischen, dann preußisch hannoverschen, Region. 1890 gab es bereits einen Kornspeicher am Ostertor der Stadtbefestigung Einbeck.
Nachdem durch die preußischen Kornhausgesetze Genossenschaften und Kornspeicher gefördert wurden, fand in Einbeck am 10. Mai 1897 die Generalversammlung der landwirtschaftlichen Genossenschaft statt. Es wurde beschlossen, ein Kornhaus mit Gleisanschluss der Ilmebahn in der Nähe des Tiedexer Tors errichten zu lassen.
Erster Eigentümer waren die preußischen Staatseisenbahnen, die es an die Genossenschaft verpachtete. 1914 erwarb die Genossenschaft (KORNHAUS eGmbH) das Gebäude für 65.000 Mark und erweiterte es auf der Nordseite durch einen vierstöckigen Anbau ähnlicher Speicherkapazität, der jedoch am 13. September 1933 aufgrund statischer Mängel zusammenfiel und 1934 verstärkt wieder errichtet wurde. 1947 kam eine Waage mit Wiegehäuschen dazu.

## Nutzungsgeschichte

### 20. Jahrhundert
Das Getreide wurde über Elevatoren in das Dachhäuschen geschafft und von dort auf die darunterliegenden vierschiffigen hölzernen Schüttbodenkonstruktionen verteilt. Bei einer Schütthöhe von einem halben Meter pro Boden betrug die Gesamtkapazität des Kornspeichers 1000 Tonnen.
In den Jahrzehnten nach dem Zweiten Weltkrieg wurden neben einem Silo aus den 1960er Jahren auch die alten Schüttböden weiter genutzt, u. a. auch für Futtermittel und Saatgutaufbereitung. Letztlich erwiesen sich neuere Speicheranlagen wie die des Kornhauses in Markoldendorf oder Siloanlagen privater Erzeugergemeinschaften wie in Hoppensen als besser geeignet für die regionale Kornlagerung. Später wechselte das Einbecker Kornhaus mehrmals den Besitzer und beinhaltete einen Landmaschinenhandel mit Werkstatt, einen Kohle- und Landhandel und eine Tankstelle. Zeitweise war es ungenutzt.

### 21. Jahrhundert
Von 2012 bis 2014 wurde das Kornhaus denkmalgerecht restauriert. Es wird seitdem durch die Kulturstiftung Kornhaus als Teil des Museums PS.SPEICHER betrieben. Dort befindet sich auch eine Ausstellung zur Geschichte des Kornhandels. Dachterrasse und Siloturm gelten als Außenstelle des Standesamtes der Stadt.

## Architektur
Der sechsstöckige, 20 m lange, 27 m hohe und 16 m breite Bau nutzt Backstein als wesentliches Bauelement und ist somit an dem von Conrad Wilhelm Hase geprägten Baustil orientiert. Er weist innenliegende Holzkonstruktionen auf. Seitlich ist eine Laderampe angebracht. 1898/99 wurde das Hauptgebäude errichtet und kostete etwa 125.000 Mark. Den oberen Abschluss bilden Silohaus und Dachterrasse. Besondere Gestaltungselemente der Fassade sind zweifarbige Ziegel und zinnenbekrönte Schaugiebel.
1978 wurde das Ensemble unter Denkmalschutz gestellt.